# Área metropolitana de Madrid
A área metropolitana de Madrid se localiza no centro da Península Ibérica em torno da sua cidade principal, Madrid. É a área metropolitana mais povoada da Espanha e a segunda da União Europeia, atrás de Paris. Porém, não existe definição legal de quais são os municípios que integram na área metropolitana.